# Željka Antunović
Željka Antunović, hrvaška političarka, * 15. september 1955, Virovitica.
Med letoma 2000 in 2003 je bila podpredsednica ter v letih 2002-2004 je bila tudi ministrica za obrambo Republike Hrvaške.